# DAPI
DAPI (4',6-diamidyno-2-fenyloindol) – organiczny związek chemiczny, aromatyczna, heterocykliczna amina stosowana jako barwnik fluorescencyjny silnie wiążący się do DNA (dwuniciowego) na zasadzie interkalacji.

## Zastosowanie

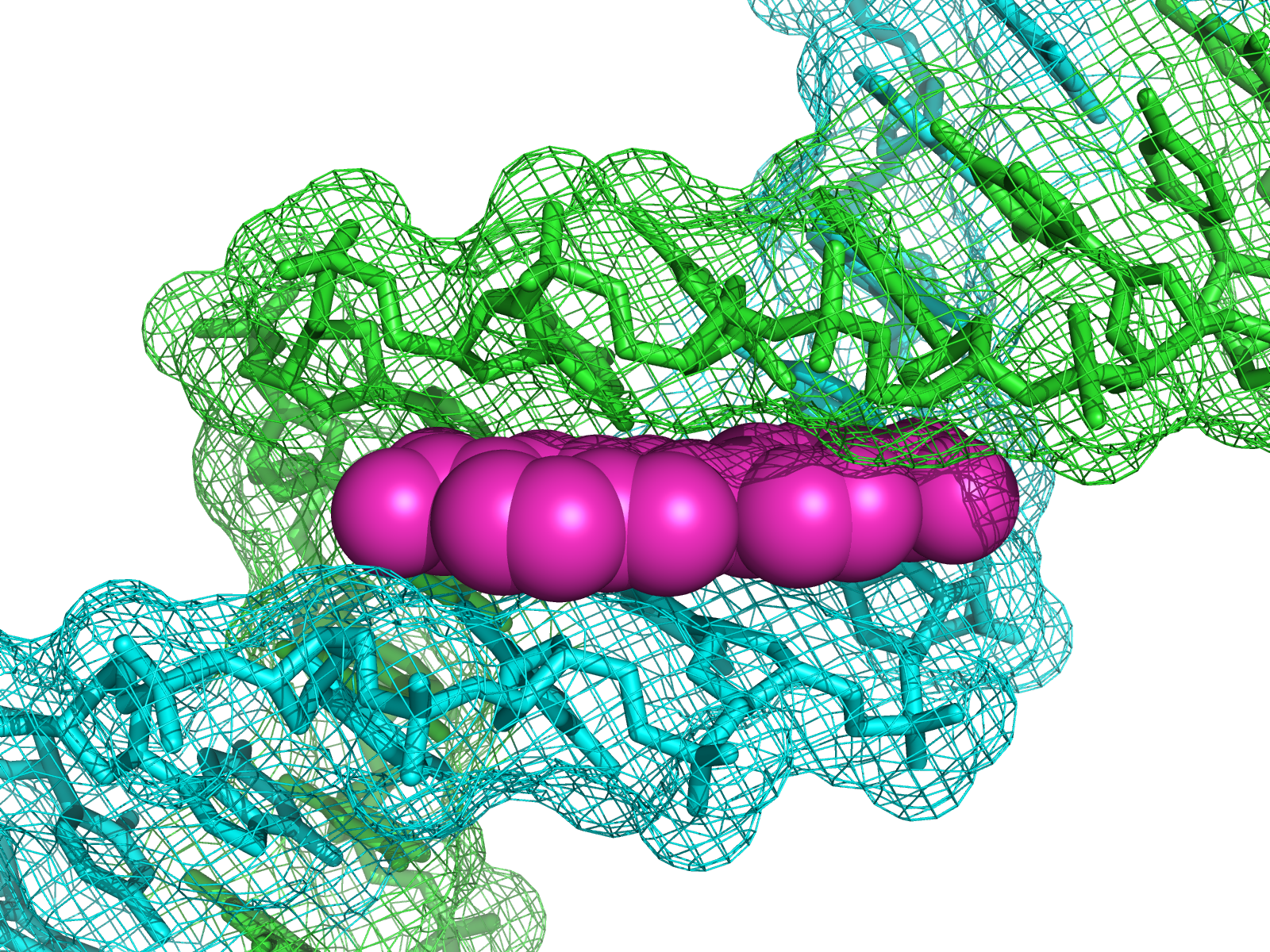
DAPI (fioletowy) związany z małą bruzdą podwójnej helisy DNA (zielony i niebieski).

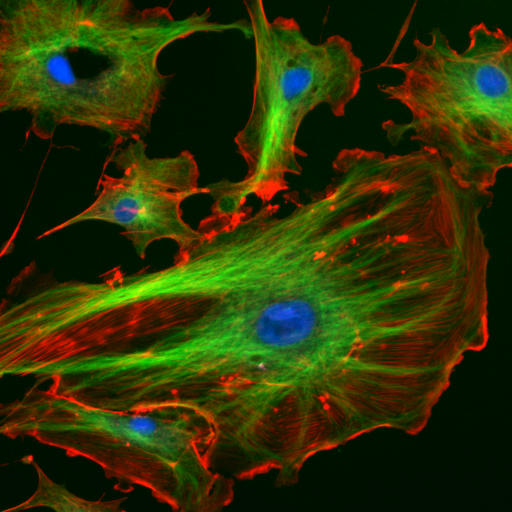
Jądra komórkowe wybarwione DAPI (niebieskie).

Powszechnie używany do wybarwiania jąder komórkowych lub chromosomów (poprzez wizualizację DNA) w mikroskopii fluorescencyjnej. Ponieważ DAPI przenika przez nienaruszone błony biologiczne, może być używany do wybarwiania zarówno żywych komórek jak i utrwalonych.
W mikroskopii fluorescencyjnej DAPI jest wzbudzany światłem ultrafioletowym. Związany do DNA ma maksimum absorpcji przypadające na długość fali świetlnej równą 358 nm, a maksimum emisji przy 461 nm (kolor niebiesko-fioletowy). DAPI wiąże się także do RNA, aczkolwiek słabiej. Maksimum emisji DAPI związanego z RNA jest przesunięte do około 400 nm.
Niebieska emisja DAPI jest bardzo wygodna w obrazowaniu fluorescencyjnym przy użyciu kilku różnych barwników jednocześnie, ponieważ nie pokrywa się ona z emisją innych popularnych fluoroforów (na przykład zielonym GFP czy fluoresceiną).
Poza wybarwianiem jąder komórkowych, DAPI jest także używane do wykrywania mykoplazm lub wirusów (także na zasadzie wiązania ich DNA) w kulturach komórkowych.
Ponieważ DAPI wiąże się bardzo ściśle z DNA na zasadzie interkalacji i tym samym zaburza jego strukturę, związek ten jest toksyczny i mutagenny. Przy pracy z DAPI powinno się zachować szczególną ostrożność.